# Homalaspidia nigrita
Homalaspidia nigrita är en insektsart som beskrevs av Max Beier 1960. Homalaspidia nigrita ingår i släktet Homalaspidia och familjen vårtbitare. Inga underarter finns listade i Catalogue of Life.